# Euro-IX
Euro-IX (European Internet Exchange Association) is een Europese internet exchange. Euro-IX is de overkoepelende organisatie van Europese internet exchanges. Bij Euro-IX zijn onder andere aangesloten AMS-IX, NL-ix, BNIX en LINX. Euro-IX zet zich in voor een open internet, waarbij gedacht kan worden aan het onderling delen van technologieën en ideeën voor een beter internet.
De organisatie houdt bij welke technologieën door haar leden worden gebruikt en deelt deze met haar leden. Hierdoor kan voor de internetgebruiker inzichtelijk worden gemaakt hoe de onderlinge verbindingen tussen de leden zich ontwikkelen. 
In 1993 had de organisatie nog slechts 3 operationele leden. Anno 2012 was dit aantal gegroeid naar 146. Door de jaren heen hebben 27 van de aangesloten knooppunten hun activiteiten gestaakt.